# Parlament von Fidschi
Das Parlament (englisch: Parliament) ist die Legislative im Einkammersystem der Republik Fidschi. Nach der im Jahr 2013 erlassenen Verfassung werden die Abgeordneten alle vier Jahre über eine Liste gewählt. Die Zahl der Abgeordneten wurde 2018 von zuvor 50 auf 51 erhöht.
Bis zum Militärputsch im Jahr 2006 existierte in Fidschi ein Zweikammerparlament mit einem Repräsentantenhaus und einem Senat.

## Geschichte
Die erste Volksvertretung in Fidschi wurde bereits im November 1871 in der britischen Kronkolonie Fidschi etabliert. Schließlich folgten im Jahr 1964 die ersten demokratischen Wahlen. Im Juli 1965 wurde eine Verfassungsgebende Konferenz in London abgehalten, wo die nächsten Schritte bis zur Unabhängigkeit verhandelt wurden.
Am 10. Oktober 1970 erreichte Fidschi schließlich die Unabhängigkeit vom Vereinigten Königreich und erklärte sich zur Parlamentarischen Demokratie. Die Legislative wurde nach dem Westminster-System mit Oberhaus und Unterhaus aufgebaut. Die ersten Wahlen nach der Unabhängigkeit fanden 1972 statt und wurden von der Alliance Party von Kamisese Mara mit 33 aus 52 Sitzen gewonnen. Die erste Niederlage für die Demokratie ereignete sich 1987, als ein Putsch des Militärs die Regierung und das Parlament absetzte.
Am 29. Juni 1992 kehrte Fidschi zur Demokratie zurück, als Präsident Penaia Ganilau das neue Parlament eröffnete. Ein zweiter Militärputsch ereignete sich schließlich 2006, der vom heute regierenden Premierminister Frank Bainimarama veranlasst wurde.
Nachdem die neue Verfassung verabschiedet wurde, wurden Neuwahlen im September 2014 angesetzt und das neue Parlament wurde schließlich am 6. Oktober 2014 vereidigt. Es setzt sich aus 50 Abgeordneten zusammen, die nach dem Verhältniswahlrecht über nationale Wahllisten gewählt werden.

## Parlamentsgebäude
Das Plenum trifft sich in der Hauptstadt Suva im Regierungskomplex (englisch: Government Buildings), wo neben dem Parlament auch zahlreiche Ministerien und das Verfassungsgericht (englisch: High Court) untergebracht sind. In demselben Gebäude tagten bereits das erste Parlament nach der Unabhängigkeit im Jahr 1970 und das neu konstituierte Parlament nach dem Militärputsch 1987. Zwischen 1992 und 2006 trafen sich die Abgeordneten in Veiuto. Im Zentrum des Gebäudes liegt der Plenarsaal, der in einer U-Form angelegt ist und an dessen Ende der Sprecher mit seinem Zepter Platz nimmt.

## Wahlen
Die Sitze werden anteilsweise an die Parteien vergeben. Es existiert eine Sperrklausel von 5 %, um den Einzug zu kleiner Parteien zu verhindern und die Arbeitsfähigkeit des Plenums zu erleichtern. Kandidaten müssen:
- das 18. Lebensjahr erreicht haben
- ausschließlich im Besitz der Staatsbürgerschaft Fidschis sein
- mindestens 24 Monate in Fidschi gewohnt haben
- sich im Wahlregister registrieren lassen

### Wahlen 2014
Bei den Parlamentswahlen 2014 errang die Partei FijiFirst mit 32 von 50 Sitzen die absolute Mehrheit. Die Social Democratic Liberal Party gewann 15 Sitze und die National Federation Party 3 Sitze.

### Wahlen 2018
Bei den Parlamentswahlen 2018 errang die Partei FijiFirst mit 27 von 51 Sitzen die absolute Mehrheit. Die Social Democratic Liberal Party gewann 21 Sitze und die National Federation Party 3 Sitze.